# Décimilli
Décimilli (symbole dm) est un préfixe officieux utilisé pour représenter 10−4 fois une unité (soit un dix-millième). 

## Histoire
Créé après 1789 et autorisé officiellement en France jusqu'en 1961.
Il n'est plus guère utilisé que pour les ondes décimillimétriques (ondes électromagnétiques dont la longueur d'onde est comprise entre 0,1  et   1 mm) et leurs variantes (fréquence décimillimétrique, bande décimillimétrique).